# Verkehrsgemeinschaft Westmecklenburg

Logo der Verkehrsgemeinschaft Westmecklenburg

Die Verkehrsgemeinschaft Westmecklenburg (VWM) war ein Zusammenschluss von Verkehrsunternehmen der Stadt Schwerin und der Landkreise Ludwigslust-Parchim und Nordwestmecklenburg. Die Hansestadt Wismar war nicht integriert. Bis 2024 soll der Verkehrsverbund Westmecklenburg als Nachfolger eingerichtet werden.

## Tarif
Innerhalb der VWM existierten einheitliche Beförderungsbedingungen und ein Gemeinschaftstarif für die Regionalbusunternehmen. Für Weiterfahrten auf den Linien der Nahverkehr Schwerin konnten ab dem 1. Januar 2014 Kombi-Fahrausweise erworben werden.
Die im Verkehrsgebiet vertretenen Eisenbahnverkehrsunternehmen Deutsche Bahn AG und Ostdeutsche Eisenbahngesellschaft mbH (ODEG) waren in den Tarif allerdings nicht integriert.

### WestMecklenburgTarif
Der zusätzlich zum bestehenden Gemeinschaftstarif existierende, übergeordnete Dachtarif WestMecklenburgTarif (WMT) beinhaltete auch den Schienenverkehr der Deutschen Bahn, der Ostdeutschen Eisenbahngesellschaft (ODEG) sowie den Stadtverkehr in Wismar. Der Vertrieb wurde zum 31. Dezember 2013 eingestellt.

## Ausblick
Im Juli 2022 wurde von den Aufgabenträgern und dem Land Mecklenburg-Vorpommern eine Kooperationsvereinbarung zur Gründung des „Verkehrsverbund Westmecklenburg“ geschlossen. Die Einrichtung eines neuen Verbunds auf dem Gebiet der Stadt Schwerin und der Landkreise Nordwestmecklenburg und Ludwigslust-Parchim soll Ende 2024 abgeschlossen sein.
In diesem Projekt arbeiten folgende Verkehrsunternehmen zusammen:
- Nahverkehr Schwerin GmbH (NVS)
- Verkehrsgesellschaft Ludwigslust-Parchim mbH (VLP)
- NAHBUS Nordwestmecklenburg
- Verkehrsgesellschaft Mecklenburg-Vorpommern